# Ami – go home!
« Ami – go home! » est un slogan allemand similaire à « Yankee go home » (en français « go home ! » pour « rentrez chez vous ! ») particulièrement répandu dans la sphère d'influence de l'Europe de l'Ouest et les pays du Bloc de l'Est après la Seconde Guerre mondiale, dirigé contre la présence des forces américaines dans un pays,.

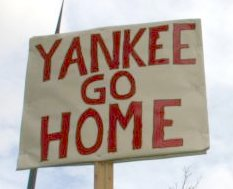
Plaque «Yankee go home» à Liverpool.

En Allemagne, le slogan a été popularisé au début de la Guerre froide par une chanson du même nom d'Ernst Busch (sur l'air de Tramp ! Tramp ! Tramp !, arrangé par Hanns Eisler) ; il a également été trouvé sur les premières affiches de propagande en RDA mais aussi utilisé par les nationalistes allemands.

## Histoire
Dès 1950, divers partis nationalistes et communistes européens et leurs partisans avaient utilisé des slogans contre la présence de soldats américains : En 1951, par exemple, le « Störtruppen der SED und FDJ » avait mis en place des banderoles et des bandes adhésives avec le slogan « Ami, go home ! » Cependant, le chef de la police de Berlin-Ouest les a déclarés « illégaux à la police ». Par ailleurs, le slogan Yankee go home apparaît surtout dans les pays où une force politique s'oppose à la présence militaire américaine dans le cadre de l'OTAN tourné comme en France (jusqu'en 1966) ou en Italie.
Dans les années 1960, le slogan a été utilisé par l'opposition extra-parlementaire en réponse à la guerre du Vietnam et est resté pertinent pendant l'ère du mouvement pacifiste des années 1970. Après cela, il a de plus en plus disparu des yeux du public, mais avec une nuance ironique, il est devenu une partie du langage général.

## Le slogan dans la littérature
Une sélection d'écrits en allemand avec les mots « Ami go home » dans le titre :
- Amt für Information der Regierung der DDR (Hrsg.) : Ami go home. Warum die Amis heimgehen sollen (=Die Wahrheit dem Volke, Heft 7), Deutscher Zentralverlag, Berlin, 1950
- Ernst Busch, Hanns Eisler: Ami – go home! (Ernst Busch (Hrsg.) : Friedenslieder. Heft 2), Verlag Lied der Zeit, Berlin o. J. [1952]
- James Wakefield Burke: Ami go home. Ein Roman aus unseren Tagen, Amsel, Berlin 1954
- Reinhard Federmann: Ami go home. Stück in 25 Szenen [Als unverkäufliches Manuskript vervielfältigt], Sessler, Pfarrkirchen, München o. J. [um 1983]
- Rolf Winter: Ami go home: Plädoyer für den Abschied von einem gewalttätigen Land, Rasch und Röhring, Hamburg 1989,  (ISBN 3-89136-288-9)
- Ingrid Bauer: Welcome Ami go home, die amerikanische Besatzung in Salzburg 1945–1955; Erinnerungslandschaften aus einem Oral-history-Projekt, Pustet, Salzburg 1998,  (ISBN 3-7025-0371-4) (= Lesebücher zur Geschichte Salzburgs, Band 6).
- Wilhelm Langthaler, Werner Pirker: Ami go home. Zwölf gute Gründe für einen Antiamerikanismus, Promedia Wien 2003  (ISBN 978-3-85371-204-7)